# Tip y Top
Tip y Top van ser una parella humorística espanyola, de gran èxit en els anys 50, formada per Luis Sánchez Polack (Tip) i Joaquín Portillo (Top).
Es van donar a conèixer en els cinquanta a dos programes de Radio Madrid, el primer anomenat Bautista y Don Ezequiel i el posterior Horóscopos y Espadas que tenia una introducció que deia més o menys
| « | "Siete gatos bereberes, cuarenta pelos de un viudo, salsa verde con percebes, zaragatona y engrudo. Zanguanga, zanguanga, échale más chicha y menos mandanga. Gira la caldera, gira la caldera..." | » |

## Història
Polack i Portillo es van conèixer a mitjan anys quaranta als estudis de Radio Madrid, de la Cadena SER, on formaven part del quadre d'actors. En nom del duo el va suggerir un altre professional de l'emissora: Eduardo Ruiz de Velasco.
Les seves intervencions en diferents espais de la Cadena SER aviat es van fer populars. Especialment destacat va ser el seu pas pel cèlebre programa Cabalgata fin de semana, que conduïa Bobby Deglané.
Van conrear un humor de l'absurd, vorejant el surrealisme, que va fer les delícies dels radiooients, als quals van sobrenomenar Tipitopianos.
Tots dos van intervenir junts en algunes pel·lícules, totes elles comèdies, com Amor sobre ruedas (1954), de Ramón Torrado; Manolo, guardia urbano (1956), de Rafael J. Salvia; Un ángel pasó por Brooklyn (1957), de Ladislao Vajda; Las chicas de la Cruz Roja (1958), de nou amb Sàlvia o El día de los enamorados (1959), de Fernando Palacios.
Van ser igualment pioners en un nou mitjà de comunicació: la televisió. Van debutar amb els seus sketches a TVE el 1957, tan sols uns mesos després que la primera cadena de TV espanyola comencés les seves emissions.
La parella es va dissoldre de forma amistosa el 1961 quan Portillo va decidir dedicar-se a cuidar a la seva esposa que havia caigut malalta. Anys després, Polack reprendria l'estil creat al costat de Portillo en formar amb José Luis Coll un dels duos còmics més famosos a Espanya: Tip y Coll.
Tip i Top van rebre el Premi Ondas el 1955.